# Liga okręgowa (grupa koszalińska)
Liga okręgowa (grupa koszalińska) – jedna z dwóch grup ligi okręgowej (odpowiednika V lig) istniejącej w latach 2007-2018 na terenie województwa zachodniopomorskiego. W sezonie 2007/2008 był to V, natomiast w latach 2008-2018 VI szczebel rozgrywkowy.

## Historia
W sezonie 2007/2008 wydzielono w podokręgu koszalińskim 1 grupę V ligi (podokręg szczeciński posiadał takową od 2003 roku). Był to zarazem sezon przejściowy, ponieważ przygotowywał do ogólnopolskiej reformy rozgrywek, która zakładała powstanie dodatkowego, trzeciego szczebla centralnego rozgrywek piłkarskich. Był to zarazem jedyny sezon, gdy koszalińska grupa V ligi była V szczeblem rozgrywkowym.
W sezonie 2011/2012 V liga zmieniła nazwę na liga okręgowa i istniała pod taką nazwą do sezonu 2017/2018, który był ostatnim sezonem ligi okręgowej w województwie zachodniopomorskim. W sezonie 2018/2019 zaczęło obowiązywać nowe, ujednolicone zgodnie z zaleceniami PZPN-u, nazewnictwo.

## Zwycięzcy i drużyny awansujące
| Sezon     | Zwycięzca           | Pozostałe drużyny awansujące         | Źródło |
| --------- | ------------------- | ------------------------------------ | ------ |
| 2017/2018 | Orzeł Wałcz         | Pogoń Połczyn Zdrój                  | [ 2 ]  |
| 2016/2017 | Sokół Karlino       | Iskra Białogard                      | [ 3 ]  |
| 2015/2016 | Arkadia Malechowo   | Gryf Polanów                         | [ 4 ]  |
| 2014/2015 | Wiekowianka Wiekowo | Olimp Gościno                        | [ 5 ]  |
| 2013/2014 | Iskra Białogard     | Lech Czaplinek                       | [ 6 ]  |
| 2012/2013 | Wielim Szczecinek   | Darzbór Szczecinek                   | [ 7 ]  |
| 2011/2012 | Wiekowianka Wiekowo | Rasel Dygowo                         | [ 8 ]  |
| 2010/2011 | Orzeł Wałcz         | Sława Sławno                         | [ 9 ]  |
| 2009/2010 | Bałtyk Koszalin     | Lech Czaplinek                       | [ 10 ] |
| 2008/2009 | Piast Drzonowo      | brak                                 | [ 11 ] |
| 2007/2008 | Gwardia Koszalin    | Orzeł Wałcz, Drawa Drawsko Pomorskie | [ 12 ] |